# Kreisgericht Rinteln
Das Kreisgericht Rinteln war ein preußisches Kreisgericht in der damaligen preußischen Provinz Hessen-Nassau mit Sitz in Rinteln.

## Vorgeschichte
In Rinteln wird seit dem Mittelalter Recht gesprochen. Seit der Teilung in einen hessischen und einen lippeschen Landesteil 1640 befand sich in Rinteln das hessische Gericht für die Grafschaft Schaumburg.
Nach der Auflösung des Kurfürstentums Hessen und dessen Eingliederung in das von Napoléon geschaffene Königreich Westphalen im Jahre 1807 führte die Neuregelung des Justizwesens im Königreich zu der Trennung von Rechtsprechung und Verwaltung. Der Kanton Rinteln im Distrikt Rinteln im Departement der Weser war nun für die Verwaltung zuständig. Die Gerichte waren analog aufgebaut. Auf Ebene des Kantons Rinteln bestand das Friedensgericht Rinteln als Gericht erster Instanz. Das Distriktgericht Rinteln war das Gericht zweiter Instanz, das für die Friedensgerichte im Distrikt zuständig war. Darüber stand der Appellationshof Kassel, der unter anderem für das Departement der Weser zuständig war.
Mit dem Ende des Königreichs Westphalen im Jahre 1813 wurde die Trennung von Rechtsprechung und Verwaltung rückgängig gemacht und das restituierte Kurfürstentum Hessen stellte 1814 die Grafschaft Schaumburg wieder her. Für die Grafschaft Schaumburg bestand ab 1821 in Kurhessen das Obergericht Rinteln (auch Obergericht für die Grafschaft Schaumburg genannt) als Gericht zweiter Instanz.
Ab 1821 waren auch in Kurhessen Verwaltung und Rechtsprechung wieder getrennt. Für die Rechtsprechung erster Instanz waren nunmehr Justizämter zuständig. Der Gerichtsbezirk des Obergerichts für die Grafschaft Schaumburg umfasste das Justizamt Rinteln, das Justizamt Oberkirchen, das Justizamt Oldendorf und das Justizamt Rodenberg.

## Kreisgericht
Mit der Annexion des Kurfürstentums Hessen durch Preußen wurden 1867 im nunmehr preußischen Regierungsbezirk Cassel die sechs Kreisgerichte Kassel, Fulda, Hanau, Marburg, Rinteln und Rotenburg mit dem übergeordneten Appellationsgericht Kassel eingerichtet.
Die folgenden Amtsgerichte wurden dem Kreisgericht Rinteln untergeordnet:
| Amtsgericht              | Sitz         | Aufgelöst |
| ------------------------ | ------------ | --------- |
| Amtsgericht Rinteln      | Rinteln      | besteht   |
| Amtsgericht Obernkirchen | Obernkirchen |           |
| Amtsgericht Oldendorf    | Oldendorf    | 1974      |
| Amtsgericht Rodenberg    | Rodenberg    |           |

Mit dem Inkrafttreten des deutschen Gerichtsverfassungsgesetzes am 1. Oktober 1879 traten an die Stelle dieser Kreisgerichte die drei Landgerichte Kassel, Marburg und Hanau mit je einer Staatsanwaltschaft. In Rinteln wurde kein mittelinstanzliches Gericht mehr eingerichtet.

## Richter
- Ludwig Kempf